# Grúa (máquina)

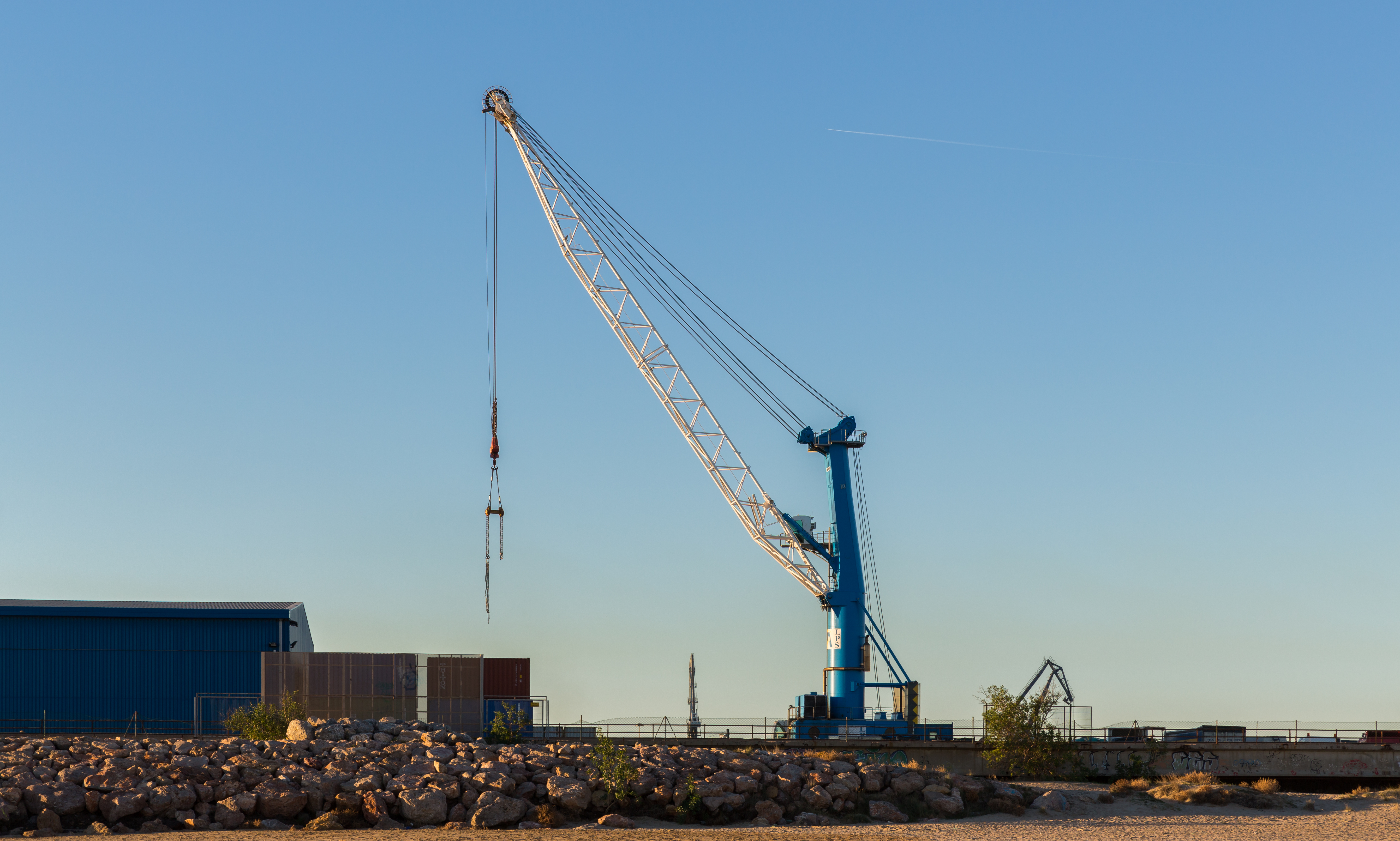
Grúa del Puerto de Sagunto (España).

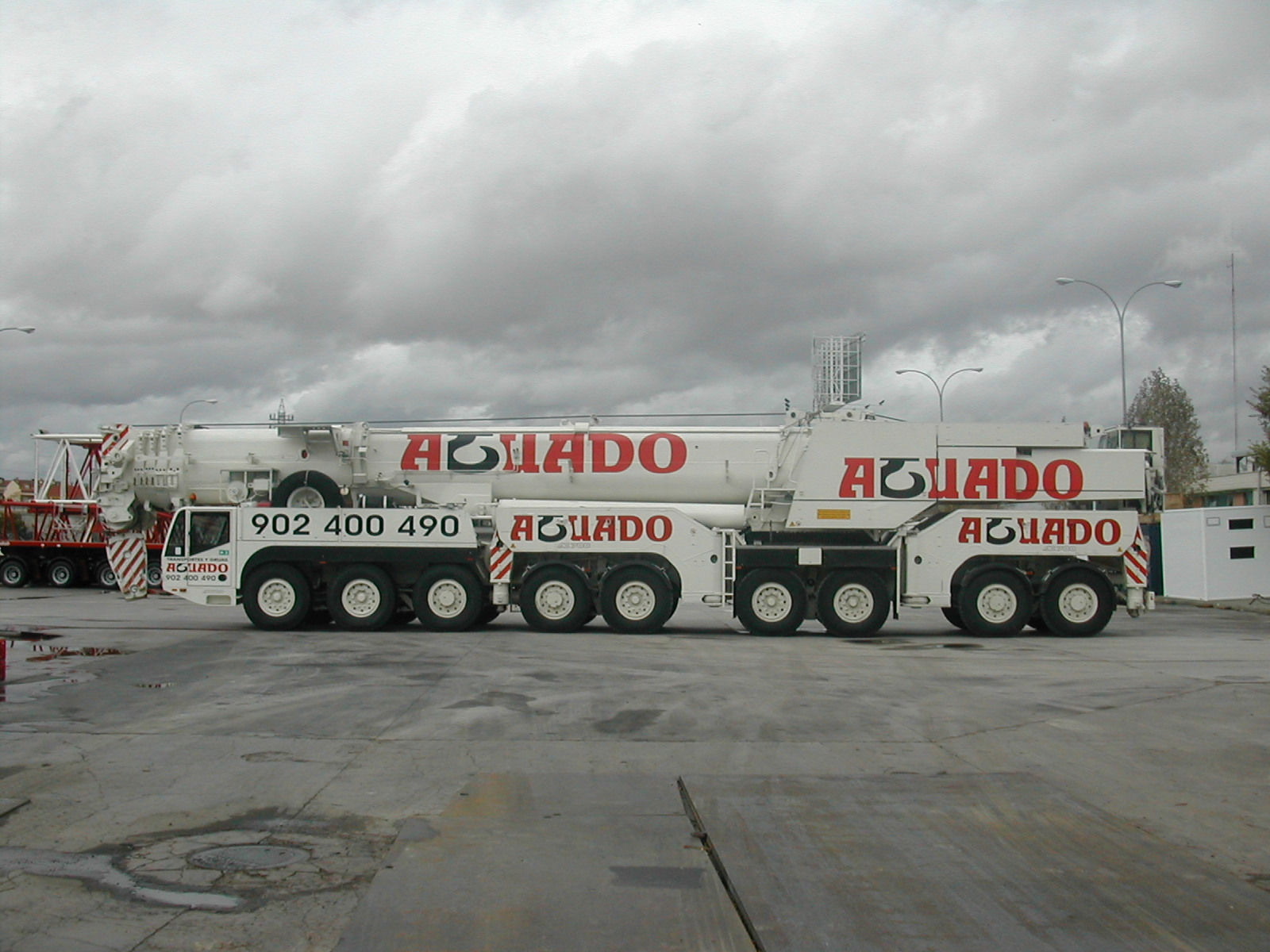
Grúa sobre camión 700 t.

Partes de una grúa mecánica.

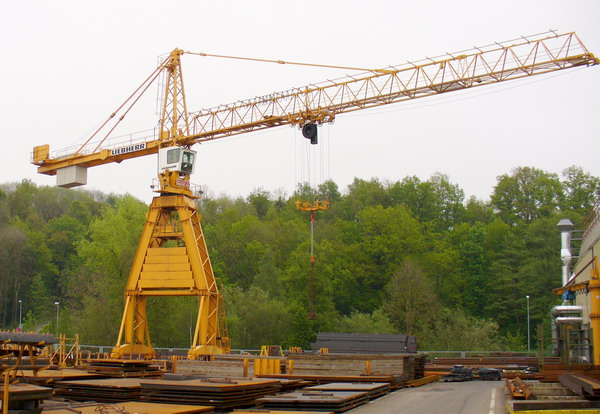
Grúa torre utilizada en obras de construcción.

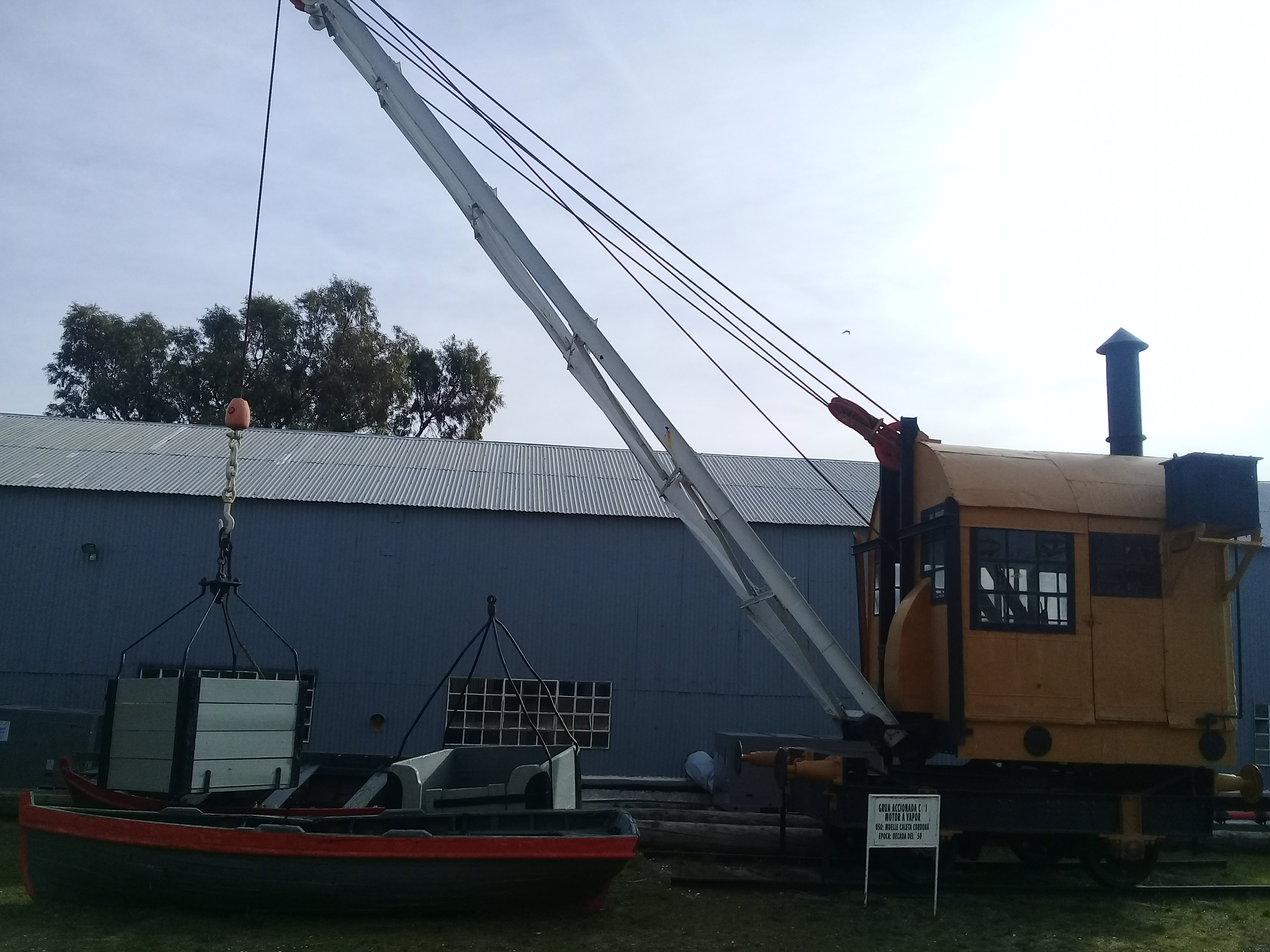
Antigua grúa utilizada en el muelle de km5, Comodoro Rivadavia (Argentina), tanto para la descarga de materiales para el ferrocarril como para la industria petrolera. Estas grúas funcionaron desde 1910 hasta 1970. También fueron utilizadas para el descenso de personas en el muelle. Se exhibe en el Museo Nacional del Petróleo.

Una grúa (también güinche, guinche, o titán) es una máquina destinada a subir y distribuir cargas y materiales para construcción en el espacio suspendidas de un gancho. La grúa es de las primeras máquinas que existieron en el mundo. Por regla general son ingenios que cuentan con poleas acanaladas, contrapesos, mecanismos simples, etcétera, para crear ventaja mecánica y poder mover grandes cargas.
Las primeras grúas fueron creadas en la antigua Grecia, accionadas por hombres o animales. Estas grúas eran utilizadas principalmente para la construcción de edificios altos. Posteriormente, fueron desarrollándose grúas más grandes utilizando poleas para permitir la elevación de mayores pesos. En la Alta Edad Media fueron utilizadas en los puertos y astilleros para la estiba y construcción de los barcos. Algunas de ellas fueron construidas ancladas a torres de piedra para dar estabilidad adicional. Las primeras grúas se construyeron de madera, pero desde la llegada de la revolución industrial los materiales más utilizados son el hierro fundido y el acero.
La primera energía mecánica fue proporcionada por máquinas de vapor en el siglo XVIII. Las grúas modernas utilizan generalmente los motores de combustión interna o los sistemas de motor eléctrico e hidráulicos para proporcionar fuerzas mucho mayores, aunque las grúas manuales todavía se utilizan en los pequeños trabajos o donde es poco rentable disponer de energía.
Existen muchos tipos de grúas diferentes, cada una adaptada a un propósito específico. Los tamaños se extienden desde las más pequeñas grúas de horca, usadas en el interior de los talleres, grúas torres, usadas para construir edificios altos, hasta las grúas flotantes, usadas para construir aparejos de aceite y para rescatar barcos encallados.
También existen máquinas que no caben en la definición exacta de una grúa, pero se conocen generalmente como tales.

## Historia
La grúa es la "evolución" del puntal de carga que, desde la antigüedad, se ha venido utilizando para realizar diversas tareas. Aunque sus fundamentos fueron propuestos por Blaise Pascal en pleno Barroco, existen documentos antiguos donde se evidencia el uso de máquinas semejantes a grúas por los Sumerios y Caldeos, transmitiendo estos conocimientos a los Egipcios.

### Grúas en la Antigua Grecia
Los primeros vestigios del uso de las grúas aparece en la Antigua Grecia alrededor del siglo VI a. C. Se trata de marcas de pinzas de hierro en los bloques de piedra de los templos.  Se evidencia en estas marcas (cortes distintivos c. 515 a. C.) su propósito para la elevación ya que están realizadas en el centro de gravedad o en pares equidistantes de un punto sobre el centro de gravedad de los bloques.
La introducción del torno y la polea pronto conduce a un reemplazo extenso de rampas como los medios principales del movimiento vertical. Por los siguientes doscientos años, los edificios griegos contemplan un manejo de los pesos más livianos, pues la nueva técnica de elevación permitió la carga de  muchas piedras más pequeñas por ser más práctico, que pocas piedras más grandes. Contrastando con el período arcaico y su tendencia a los tamaños de bloque cada vez mayores, los templos griegos de la edad clásica como el Parthenon ofrecieron invariable cantidad de bloques de piedra que  podían ser usados para cargar no menos de 15-20 toneladas. También, la práctica de erigir grandes columnas monolíticas fue abandonada prácticamente para luego usar varios ruedas que conforman la columna.
Aunque las circunstancias exactas del cambio de la rampa a la tecnología de la grúa siguen siendo confusas, se ha discutido que las condiciones sociales y políticas volátiles de Grecia hacían más convenientes al empleo de los equipos pequeños para los profesionales de la construcción que de los instrumentos grandes para el trabajo de inexpertos, haciendo la grúa preferible a los polis griegos que la rampa que requería mucho trabajo, esta había sido la norma en las sociedades autocráticas de Egipto y Assyria.
La primera evidencia literaria inequívoca para avalar la existencia del sistema compuesto de poleas aparece en los ejercicios mecánicos (Mech. 18, 853a32-853b13) atribuido a Aristóteles (384-322), pero quizás elaborado en una fecha poco posterior. Alrededor del mismo siglo, los tamaños de bloque en los templos griegos comenzaron a parecerse a sus precursores arcaicos otra vez, indicando que se debe haber encontrado la forma de usar polea compuesta más sofisticada en las obras griegas más avanzadas para entonces.

### Grúas de la antigua Roma

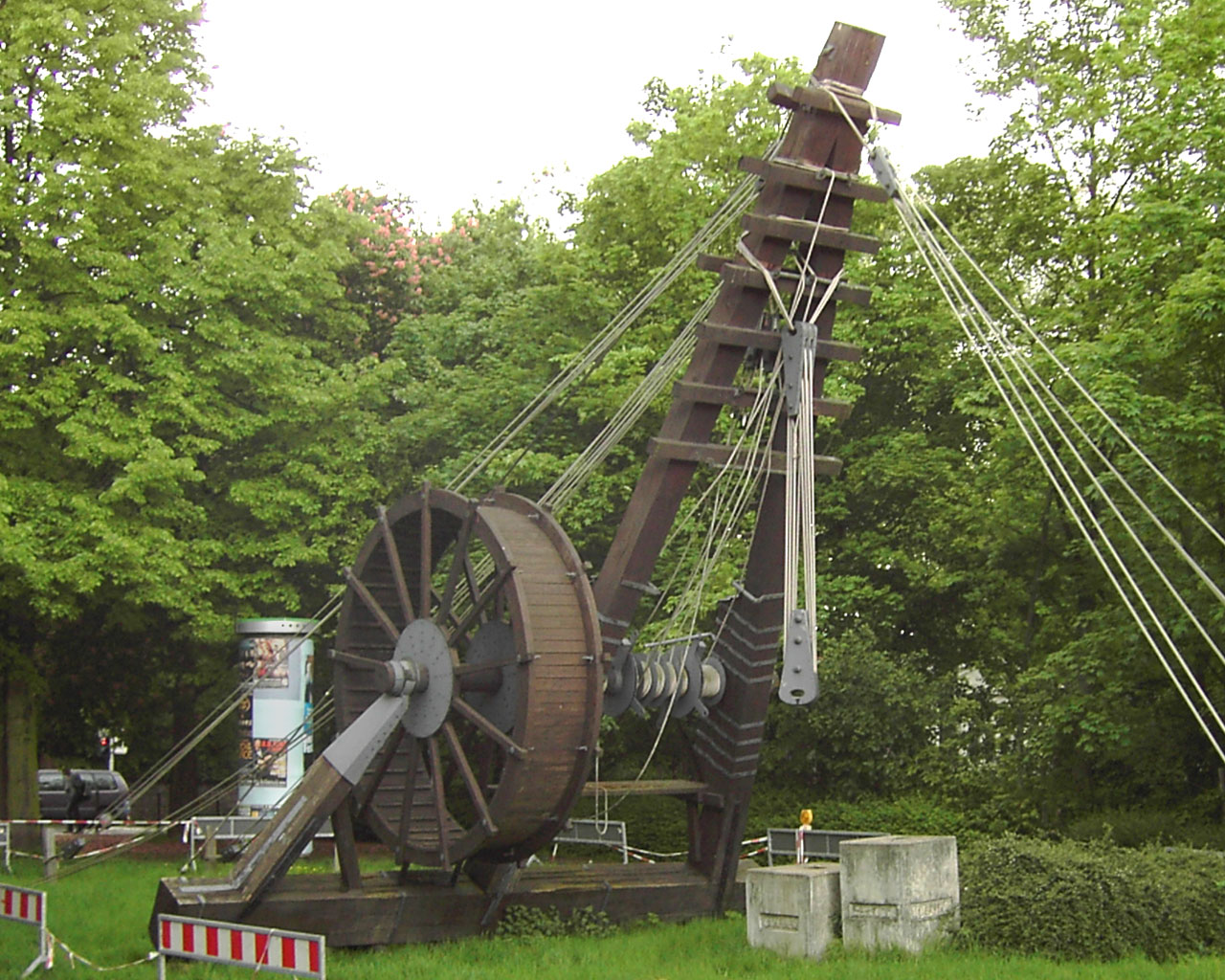
Reconstrucción de un alto polipasto romano de 10,4 m en Bonn, Alemania.

El apogeo de la grúa en épocas antiguas llegó antes del Imperio Romano, cuando se incrementó el trabajo de construcción en edificios que alcanzaron dimensiones enormes. Los romanos adoptaron la grúa griega y la desarrollaron.
La grúa romana más simple, el Trispastos, consistió en una horca de una sola viga, un torno, una cuerda, y un bloque que contenía tres poleas. Teniendo así una ventaja mecánica de 3:1, se ha calculado que un solo hombre que trabajaba con el torno podría levantar 150 kilogramos (3 poleas × 50 kg = 150 kg), si se asume que 50 kilogramos representan el esfuerzo máximo que un hombre puede ejercer sobre un período más largo. Tipos más pesados de grúa ofrecieron cinco poleas (Pentaspastos) o, en el caso más grande, un sistema de tres por cinco poleas (Polyspastos) con dos, tres o cuatro mástiles, dependiendo de la carga máxima. El Polyspastos, cuando era operado por cuatro hombres en ambos lados del torno, podría levantar hasta 3000 kg (3 cuerdas × 5 poleas × 4 hombres × 50 kg = 3000 kg). En caso de que el torno fuera substituido por un acoplamiento, la carga máxima incluso dobló a 6000 kg con solamente la mitad del equipo, puesto que el acoplamiento posee una ventaja mecánica mucho más grande debido a su diámetro más grande. Esto significó que, con respecto a la construcción de las pirámides egipcias, donde eran necesarios cerca de 50 hombres para mover un bloque de piedra de 2,5 toneladas por encima de la rampa (50 kg por personas), la capacidad de elevación del Polyspastos romano demostró ser 60 veces más alta (3000 kg por persona).
Sin embargo, los edificios romanos ofrecen numerosos bloques de piedra mucho más pesados que esos. Dirigidos por el Polyspastos indican que la capacidad de elevación total de los Romanos iba mucho más allá que la de cualquier grúa sola. En el templo de Júpiter en Baalbek, los bloques pesan hasta 60 t cada uno, y las cornisas de la esquina bloquean incluso sobre 100 t, todas levantadas a una altura de 19 m sobre la tierra. En Roma, el bloque capital de la columna Trajana pesa 53,3 toneladas que tuvieron que ser levantadas a una altura de 34 m.
Se asume que los ingenieros romanos lograron la elevación de estos pesos extraordinarios por dos medios: primero, según lo sugerido por Heron, una torre de elevación fue instalada, cuatro mástiles fueron arreglados en la forma de un cuadrilátero con los lados paralelos, no muy diferente a una torre, pero con la columna en el medio de la estructura. En segundo lugar, una multiplicidad de cabrestantes fue colocada en la tierra alrededor de la torre, para, aunque tiene un cociente de una palancada más baja que los acoplamientos, el cabrestantes se podría instalar en números y funcionamiento más altos por más hombres (y por los animales). Este uso de cabrestantes múltiples también fue descrito por Ammianus Marcellinus (17.4.15) con respecto a la elevación del obelisco de Lateranense en el circo Maximus (ANUNCIO ca. 357). La capacidad de elevación máxima de un solo cabrestante se puede establecer por el número de agujeros del hierro en el monolito. En el caso de los bloques del arquiitrave de Baalbek, que pesan entre 55 y 60 t, ocho agujeros sugieren un peso de 7,5 t por el hierro de las empacaduras, que está por el cabrestante. La elevación de tales pesos pesados en un acción concertada requirió una gran cantidad de coordinación entre los grupos de trabajo que aplicaban la fuerza a los cabrestantes.

### Grúas medievales

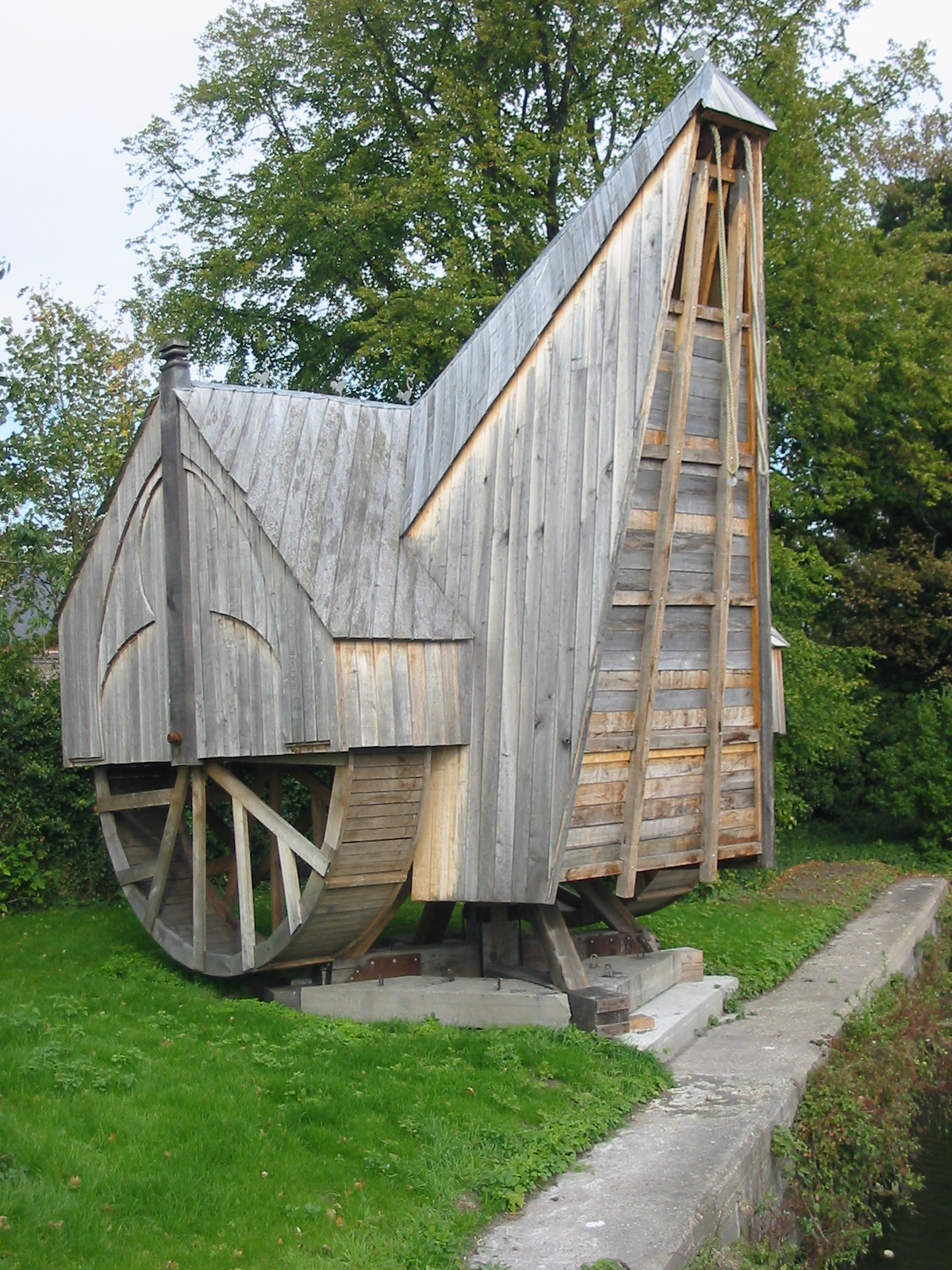
Reconstrucción moderna de la grúa medieval de pórtico en el puerto de Brujas.

La grúa de acoplamientos fue reintroducida en una escala grande después de que la tecnología hubiera caído en desuso en Europa occidental tras la caída del imperio romano occidental. La referencia más cercana a un acoplamiento reaparece en la literatura archivada en Francia cerca del 1225, seguido por una pintura iluminada en un manuscrito probablemente también de origen francés con fecha de 1240. En la navegación, las aplicaciones más cercanas de las grúas de puerto se documentan para Utrecht en 1244, Amberes en 1263, Brujas en 1288 y Hamburgo en 1291, mientras que en Inglaterra el acoplamiento no se registra antes de 1331.
Generalmente, el transporte vertical era más seguro y más barato hecho por las grúas que por otros métodos comunes para la época. Las áreas de puertos, minas, y, particularmente, los edificio en donde la grúa de acoplamientos desempeñó un papel importante en la construcción de las catedrales góticas altas. Sin embargo, las fuentes archivadas e ilustradas del tiempo sugieren que las máquinas fueron nuevamente introducidas como acoplamientos o carretillas, de manera que no substituyeran totalmente los métodos más dependientes de trabajo como escalas, artesas y parihuelas. Algo que es importante mencionar es que la maquinaria vieja y nueva continuó coexistiendo en los emplazamientos de las obras medievales y en los puertos.

## Aplicaciones y tipos de grúas

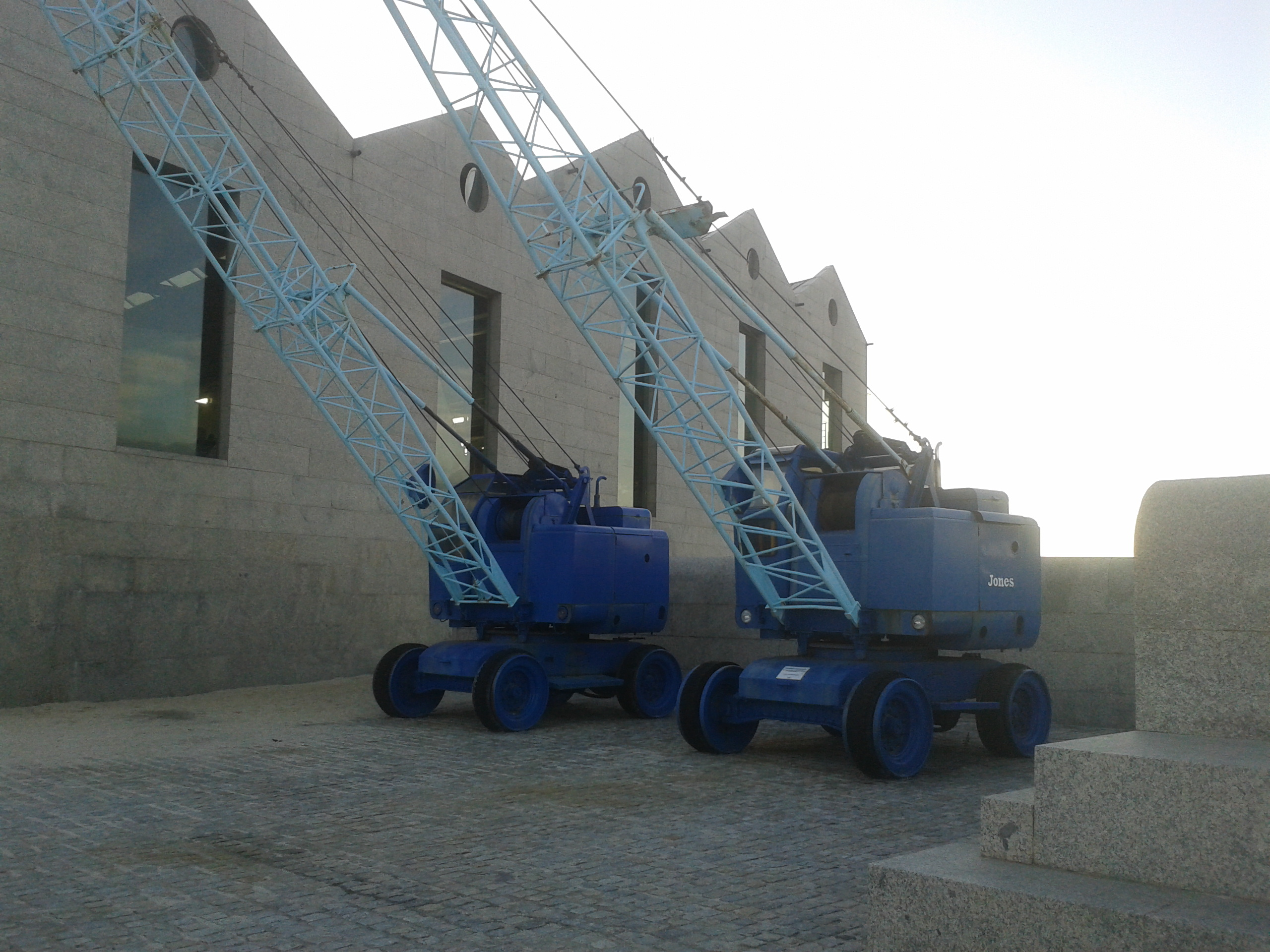
Antiguas Grúas portuarias expuestas en Museo del Mar de Galicia en Vigo.

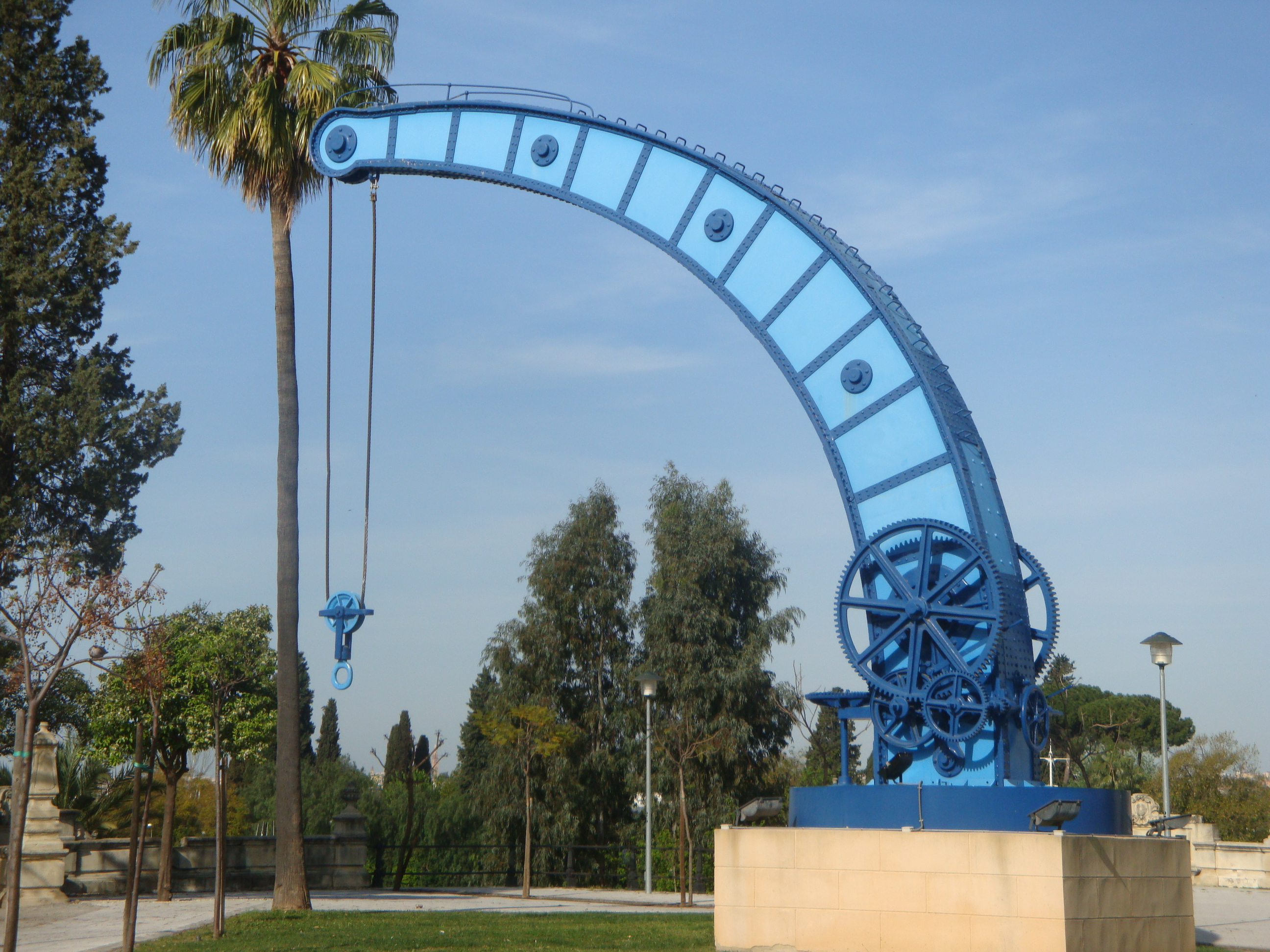
Grúa Fairbairn. (1875) Mánchester. Ubicada en el Puerto de Sevilla.

Son muy comunes en obras de construcción, puertos, instalaciones industriales y otros lugares donde es necesario trasladar cargas. Existe una gran variedad de grúas, diseñadas conforme a la acción que vayan a desarrollar. Generalmente la primera clasificación que se hace se refiere a grúas móviles y fijas:

### Móviles
Pueden ser de los siguientes tipos:
- Sobre cadenas u orugas.
- Sobre ruedas o camión.
- Autogrúas, de gran tamaño y situadas convenientemente sobre vehículos especiales.
- Camión grúa.
- Grúa torre móvil.[11]

### Fijas
Cambian la movilidad que da la grúa móvil con la capacidad para soportar mayores cargas y conseguir mayores alturas incrementando la estabilidad. Este tipo se caracteriza por quedar ancladas en el suelo (o al menos su estructura principal) durante el periodo de uso. A pesar de esto algunas pueden ser ensambladas y desensambladas en el lugar de trabajo.
- Grúas puente o grúas pórtico, empleadas en la construcción naval y en los pabellones industriales.
- Grúa Derrick
- Plumines, habitualmente situados en la zona de carga de los camiones.
- Grúa horquilla, carretilla elevadora o montacargas.

| Tipo de grúa                | Descripción | Imagen |
| --------------------------- | --- | ------ |
| Grúa torre                  | La grúa torre es una grúa moderna de balance. Esta queda unida al suelo (o a alguna estructura anexa). Debido al alcance y a la altura que pueden desarrollar se utilizan mucho en la construcción de estructuras altas. La viga horizontal de celosía se le llama pluma y el pilar vertical se llama torre. Al final de la torre está la corona donde gira la pluma. La pluma tiene unos contrapesos en un extremo para generar el balance y también va cargada en el cimiento para conseguir el momento de empotramiento necesario para funcionar. Para el correcto funcionamiento de la grúa deben existir controladores de pares de fuerza, de distancia, etc. para no someter a la grúa a mayores tensiones de la necesaria. Para el guiado de la grúa se pueden usar señalistas o comunicación por radio. El control se puede realizar desde suelo o desde una cabina situada en la punta de la torre. El gruista debe ser una persona calificada y responsable porque el mal uso de la grúa puede acarrear accidentes muy serios. El montaje de la grúa suele hacerse con una grúa móvil. |        |
| Grúa auto-desplegable       | Son grúas capaces de desmontarse por sí mismas sin necesidad de requerir otra grúa para el montaje. Son rápidas y más caras que las grúas torre, además su alcance puede ser más limitado que estas. |        |
| Grúa telescópica            | Una grúa telescópica consiste en muchos tubos que se encuentran uno dentro de otro. Un sistema hidráulico u otro mecanismo extiende o retrae el sistema hasta la longitud deseada. Estos tipos de sistemas son usados en operaciones de rescate, en sistemas en barcos... El sistema compacto hace que la grúa telescópica se adapte fácilmente a aplicaciones móviles. No todas las grúas telescópicas son fijas, también existen móviles. |        |
| Grúa Luffing o Transtainers | Es una grúa muy utilizada en puertos para el transporte y la estiba de contenedores. |        |
| Grúa torre móvil            | Es una grúa torre montada en un chasis de grúa autopropulsada. En pocos minutos tienes la grúa torre montada en cualquier lugar sin necesidad de anclajes. Este tipo de grúa ahorra en costes en todos los servicios. Lleva un ascensor/cabina que el operador regula según sus necesidades. |        |

## Observaciones
Los operarios de grúas están muy bien remunerados debido a la gran responsabilidad que descansa sobre sus manos, no solo por el peligro que entraña elevar pesadas cargas sobre personas y bienes, sino por el elevado coste de las máquinas y cargas con las que trabajan.
Uno de los principales problemas de una grúa, además de levantar la gran cantidad de peso, reside en mantener el equilibrio. En numerosas ocasiones el único soporte de la grúa reside en su base, con la que, a través de diversos artilugios, se desplaza el centro de gravedad de la máquina y el peso que sostiene. Una grúa puede ser hidráulica, lo cual facilita su uso ya que es muy práctica.